# Mahmoud Abdelmonem
Mahmoud Abdelmonem Abdelrahman (ar. محمود الخواجه; ur. 15 lipca 1952) – egipski piłkarz grający na pozycji napastnika. W swojej karierze grał w reprezentacji Egiptu.

## Kariera klubowa
W swojej karierze piłkarskiej Abdelmonem grał w klubie Zamalek SC.

## Kariera reprezentacyjna
W 1976 roku Abdelmonem został powołany do reprezentacji Egiptu na Puchar Narodów Afryki 1976. Na tym turnieju rozegrał jeden mecz, grupowy z Gwineą (1:1). Z Egiptem zajął w nim 4. miejsce.